# Heidelberger Dichterkreis
Als Heidelberger Dichterkreis werden zwei Dichterkreise in Heidelberg um 1600 und um 1620 bezeichnet.

## Geschichte
Um 1600 entstand um Georg Michael Lingelsheim der erste Heidelberger Dichterkreis.
Zu dessen bedeutendsten Autoren gehörten Schede (Melissus) und Jan Ruter.
Um 1620 bildete sich um Georg Michael Lingelsheim ein zweiter Heidelberger Dichterkreis, dessen wichtigste Vertreter Martin Opitz und Julius Wilhelm Zincgref waren, außerdem gehörte dazu Balthasar Venator.
Dieser wurde durch die Eroberung Heidelbergs im Dreißigjährigen Krieg am 16. September 1622 beendet.
Beide galten als Wegbereiter der deutschen Sprache in der Dichtkunst.